# Make Something Unreal
 (juin 2014).
Si vous disposez d'ouvrages ou d'articles de référence ou si vous connaissez des sites web de qualité traitant du thème abordé ici, merci de compléter l'article en donnant les références utiles à sa vérifiabilité et en les liant à la section « Notes et références ».

Make Something Unreal, abrégé de « Make Something Unreal Live » ou « 1,000 $,000 Make Something Unreal Contest », est une compétition organisée par Epic Games consistant à développer des mods qui utiliserait le moteur graphique Unreal game engine.  Un premier a eu lieu en 2004, puis d'autres ont suivi en 2008, 2012, et 2013.
Cette compétition s'est fait en partenariat Nvidia et Intel. Les récompenses allaient des licences Unreal Engine aux PC en passant par les simples rémunérations.

## Historique des compétitions
| Année | Développeur               | Jeu                                        | Prix                                                            |
| ----- | ------------------------- | ------------------------------------------ | --------------------------------------------------------------- |
| 2004  | Tripwire Interactive      | Red Orchestra: Combined Arms               | US50,000 $, licence Unreal Engine 3                             |
| 2008  | Michael Hegemann and Team | The Haunted                                | US50,000 $, licence Unreal Engine 3                             |
| 2012  | Commander Kiwi            | Warlock of Firetop Mountain: Lost Chapters | Licence Unreal Engine 3, développement et distribution sous iOS |
| 2013  | Dead Shark Triplepunch    | Epigenesis                                 | Licences Unreal Engine 4 & Unreal Engine 3                      |